# Sciadophycus
Sciadophycus,  rod crvenih algi iz reda Rhodymeniales. Postoje dvije priznate vrste, obje u morske; tipična je Sciadophycus stellatus s tipskim lokalitetom u Kellet Channelu, južno od obale otoka Cerros kod poluotoka Baja California

## Vrste
1. Sciadophycus expansus (Weber Bosse) A.J.K.Millar
2. Sciadophycus stellatus E.Y.Dawson - tip